# Konrad Schaefer (Maler)
Konrad Schaefer (* 3. März 1915 in Euskirchen; † 27. August 1991 in Bad Münstereifel) war ein deutscher Maler und Graphiker.

## Biografisches

### Vita
Konrad Schaefer besuchte von 1921 bis 1933 Volksschule und Gymnasium in Euskirchen. Von 1933 bis 1937 studierte er an den Kölner Werkschulen, besonders bei Heinrich Husmann G. Meyer, Schröder und Seuffert.
1937 bis 1942 war er Soldat, 1941 wurde er schwer verwundet und daraufhin 1942 entlassen.
1943 nahm er Wohnung und Atelier in Köln und studierte zusätzlich bei Emil Flecken an den Kölner Werkschulen. 1944 kam er nach Ausbombung in Köln nach Euskirchen zurück.
1946 heiratete er Kordula Lüssem, richtete sich endgültig Wohnung und Atelier in Euskirchen ein und sicherte sein Auskommen vorwiegend als Heraldiker und Werbegraphiker.
1948 arbeitete er als Bühnenbildner beim Westdeutschen Grenzlandtheater und 1949 als Graphiker im Werbeatelier in Unkel.
Ab 1954 erhielt er Aufträge für Monumentalarbeiten (Fenster- und Wandgestaltungen in öffentlichen Gebäuden), die ihn im gesamten Rheinland als Künstler bekannt machten. 1954 bis 1980 erteilte er einige Wochenstunden Kunstunterricht am Gymnasium (Marienschule) in Euskirchen.
1957 war er Mitbegründer der Europäischen Vereinigung bildender Künstler aus Eifel und Ardennen e. V. (EVBK) in Prüm.
1962 bis 1963 hatte er einen Lehrauftrag an der Glasfachschule Rheinbach, von 1963 bis 1968 an der Pädagogischen Hochschule Koblenz (Seminar für Kunsterziehung).
1966 bezog er mit seiner Frau Kordula und Tochter Marigret sein neu errichtetes Atelierhaus in Münstereifel. Am 27. August 1991 ist er in Bad Münstereifel verstorben.

### Malreisen
- Ab 1934: Eifel
- 1943: Rügen, Berlin
- 1946: Bodensee
- 1961, 1964: Schweden
- 1962, 1967: Provence/Südfrankreich
- 1968, 1969, 1972, 1973: Schweiz, Italien
- Ab 1972: Bretagne
- 1981–1987: jährlich einige Wochen Südfrankreich

### Auszeichnungen
- 1947: Preisträger des großen heraldischen Wettbewerbs des Landes Nordrhein-Westfalen
- 1947: Preisträger beim Wappenwettbewerb der Stadt Oberhausen
- 1948: Preisträger im Industrie-Wettbewerb Hamburg (Entwürfe für Firmenzeichen)
- 1963: Kunst- und Kulturpreis des „Groupement l’Eifel et les Ardennes“ (in Charleville/Frankreich)
- 1969: Kaiser-Lothar-Preis der Europäischen Vereinigung Bildender Künstler aus Eifel und Ardennen (EVBK) in Prüm
- 1978: Verdienstkreuz am Bande der Bundesrepublik Deutschland[2]
- 1979: Altmeier-Medaille der EVBK Prüm
- 1985: Verleihung des Wappentellers des Landes Rheinland-Pfalz
- 1986: Rheinlandtaler des Landschaftsverbandes Rheinland
- 1986: Offizier im Orden der Eichenkrone des Großherzogtums Luxemburg

## Künstlerischer Werdegang
Durch die solide Ausbildung an den damals weit berühmten Kölner Werkschulen erhielt Konrad Schaefer seine Kenntnisse und Fertigkeiten, in Gebrauchsgraphik bei Heinrich Husmann, in der Malerei bei Seuffert, im Zeichnen bei G. Meyer, in der Monumentalgestaltung bei Schröder. Seine künstlerischen Fähigkeiten wurden zwar akademisch geschult, doch im Stil entwickelte er sich völlig eigenständig. Sachgetreues, zeichnerisches und malerisches Erfassen des Sujets war für Konrad Schaefer immer Voraussetzung seiner künstlerischen Aussage.
In den Jahren nach den Studien – ab 1945 – legte er seine Gebrauchsgraphik akribisch exakt an; seine freien Arbeiten – Tuschelavierungen und -zeichnungen, Öl- und Temperabilder – aus dieser Zeit sind meist in „altmeisterlicher“ Manier realistisch angelegt.
Ende der fünfziger und Anfang der sechziger Jahre führten ihn die vielen Fenster- und Wandgestaltungen sowie die Malreisen auch in seinen freien Arbeiten zu expressiver Malweise.
Die Monumentalarbeiten veranlassten Konrad Schaefer oft zum Experiment mit Werkstoff und Technik, das sich in seinen Kunststoffbildern der 1960er Jahre fortsetzte. Diese Arbeiten erinnern geradezu an Ergebnisse der Gestaltungslehre des Bauhauses. Ende der 1960er Jahre entfaltete sich das Experimentieren in anderer Form bei seinen Monotypien, worin er Visionen und Sozialkritisches thematisierte.
Die oft weichen Nuancierungen, aber auch die graphischen Akzentuierungen der Monotypie kehren später bei vielen seiner Ölbilder wieder, besonders bei den Visionsdarstellungen, bei denen er nach Herkunft, Dasein und Stellung des Menschen fragt. Der Mensch, den Schaefer zuvor aus seinen Landschaften konkret ausgeschlossen hatte, ist hierin Mittelpunkt seiner Aussage geworden. Trotz sozialkritischen Engagements bewahren diese Visionen seine optimistische Haltung, die als Rettung oder als Erlösung im Symbol des Lichts gegenwärtig ist.
Das Sujet, in dem sich all seine künstlerische Entwicklung spiegelt und ablesen lässt, ist die Eifellandschaft, die sein gesamtes Werk durchzieht. Konrad Schaefer setzte sich mit der Landschaft der Eifel im Bild künstlerisch intensiv auseinander und war dadurch in der zweiten Hälfte des 20. Jahrhunderts neben Curtius Schulten, Hanns Altmeier und Rolf Dettmann der bedeutendste Landschaftsmaler der Eifel. Dadurch zählt man ihn gerne einfach zu den Eifelmalern, doch würde man seinem vielseitigen Werk nicht gerecht, wenn man ihn nur einseitig als Eifelmaler abstempelte. Einige seiner Landschaften sind ständig in der Ausstellung „Bad Münstereifel – ein besonderer Ort für Maler und Dichter“ im Apothekenmuseum Bad Münstereifel zu sehen.
Wenn sich die künstlerische Entwicklung Konrad Schaefers konsequent und kontinuierlich vollzog, so gab er nie das Erreichte auf, sondern führte es neben dem Hinzugewonnenen weiter. Dadurch arbeitete er gleichzeitig naturalistisch, realistisch, impressiv, expressiv und surreal. Trotz pluralistischer Stilausrichtung ist seine künstlerische Handschrift ausgeprägt; erst die Zusammenschau ergibt den Individualstil des Konrad Schaefer.

## Der Künstler und sein Werk
Nach dem Studium konnte Konrad Schaefer sich nicht sofort als freischaffender Künstler entfalten, weil er Kriegsdienst leisten musste. Nach Verwundung und Ausbombung kehrte er ohne jeglichen Beleg seiner künstlerischen Tätigkeit in seine Heimatstadt Euskirchen zurück, doch waren ihm sein Vertrauen in die eigene Kraft, sein enormer Fleiß, seine Hartnäckigkeit im Schaffen und der ihm eigene Optimismus geblieben. Er begann als Gebrauchs- und Werbegraphiker, auch in geringerem Umfang als Porträtist. Als Kalligraph gestaltete er für Kommunen, Vereine und Privatleute Urkunden und Bucheinbände. Sein sicherer Strich und sein penibles Vorgehen verschafften ihm schnell einen guten Ruf, so dass er nach 1945 weit über die Grenzen seiner Heimatstadt hinaus ein gefragter Graphiker und Heraldiker war. So entwarf in der Folgezeit im ganzen Rheinland Anzeigen, Prospekte, Verpackungen, Plakate und verschiedenste Firmenwerbung.
Seine Arbeiten zeichnen sich durch ein klares Linien- und Flächengefüge aus, das komprimiert auf eine präzise Aussage zielt. Dabei verraten Reduzierung auf einfache Formen, souveräner Einsatz graphischer Mittel und sichere, einfühlsame, aber in harten Akzenten auslaufende Linienführung die Handschrift des Künstlers.
Vielseitig und für neue Werkstoffe und Techniken aufgeschlossen zeigte sich Konrad Schaefer nicht nur bei den Fenstergestaltungen in Sandstrahl-, Glasschliff- und Klebetechnik, sondern auch bei den Wandgestaltungen, die er als Seccomalerei, Mosaik, Steinrelief oder auch als Kunstharzspachtelung geschaffen hat.
Neben diesen gebundenen Werken entstanden bis Mitte der 1950er Jahre nur wenige freie Arbeiten: Landschaften – meist Reiseskizzen –, Stillleben und Porträts. Meist waren es Bleistift- oder Kreidezeichnungen, Pastelle oder kleine Ölbilder, die in der Hell-Dunkel-Behandlung und in der Tonmodulation an die Technik eines Rembrandt oder auch Leibl erinnern. Seit Ende der 1950er Jahre war Konrad Schaefer auch besonders als Porträtist gefragt. Meist hat er Bildnisse junger Frauen mit Pastellkreide in impressiver Malweise geschaffen.
Ende der 1950er Jahre entwickelte er noch markanter seinen sicheren Strich, der sich später durch den Einsatz des Filzstiftes verstärkt ausprägte. Seine „feste“ Linie löste sich in den Monotypien – um 1970 – immer mehr auf, wurde lockerer, freier und andererseits subtiler. Viele Reiseskizzen haben diese Entwicklung beschleunigt, auch die Umsetzung mancher Skizze in druckgraphische Techniken ist hierbei von Bedeutung. Typisch für Schaefers Druckgraphik ist es, dass er einerseits Einfarbigkeit und andererseits direkte Verfahren wählte.
Zeichner blieb Konrad Schaefer auch als Maler. Seine Bilder, ob in Öl, Tempera oder Aquarell, tragen in den 1950er und 1960er Jahren deutlich die Spuren des Zeichners, die im Pinselduktus sichtbar sind. Selbst wenn er die pastosen Pinselstriche manchmal verwischte, so blieb das Gefüge graphisch, da er mehr im Linearen als im Malerischen sein Sujet zu fassen suchte.
Intensive Farben bestimmen seine Palette. Kann man seine Malweise der 1950er und 1960er Jahre als expressiv bezeichnen, so bemerkt man, dass er sich in den 1970er Jahren doch eher einer impressiven Farbgebung zugewandt hat, wahrscheinlich durch den Einfluss von Hanns Altmeier, mit dem Konrad Schaefer mehrere Malreisen nach Südfrankreich unternahm und vielfach die Landschaft der Eifel zeichnete und malte. Auffallend ist, dass der pastose Farbauftrag in den 1970er und 1980er Jahren zunehmend vom lasierenden Auftrag abgelöst wurde. Gleichzeitig schwächten sich die Farbkontraste ab, es ist eine Tendenz zur Tonmalerei deutlich sichtbar. Wahrscheinlich war diese Entwicklung auch eine Auswirkung seiner Erfahrungen bei der Monotypie oder bei der Acrylmalerei, denn beide Techniken haben sein Schaffen in dieser Zeit stark bestimmt.
Insgesamt hat Konrad Schaefer ein vielseitiges Werk geschaffen: Wappen, Werbematerial, Illustrationen, Wand- und Fenstergestaltungen, Porträts, Landschaften, sozialkritische Motive, freie Kompositionen.